# ادریسا ترائوره (بازیکن فوتبال، زاده ۱۹۴۳)
ادریسا ترائوره (انگلیسی: Idrissa Traoré؛ ۲۴ دسامبر ۱۹۴۳ – ۳ دسامبر ۲۰۲۳) بازیکن و مربی فوتبال اهل بورکینافاسو بود.
وی همچنین در تیم ملی فوتبال بورکینافاسو بازی کرده است.